# Cezary Krawczyk
Cezary Jarosław Krawczyk (ur. 17 listopada 1958 w Tomaszowie Mazowieckim) – polski samorządowiec, w latach 1990–1994 prezydent Tomaszowa Mazowieckiego.

## Życiorys
Ukończył studia na Wydziale Ekonomiczno-Socjologicznym Uniwersytetu Łódzkiego. W wyborach w 1993 bez powodzenia ubiegał się o mandat poselski z ramienia BBWR.
Zawodowo związany z administracją lokalną. Od 1990 do 1994 sprawował urząd prezydenta Tomaszowa Mazowieckiego, pierwszego w III RP po odtworzeniu samorządu terytorialnego. Od 1998 do 2010 przez trzy kadencje pełnił funkcję wójta gminy Inowłódz. W wyborach samorządowych w 2010 z listy Platformy Obywatelskiej uzyskał mandat radnego sejmiku województwa łódzkiego, cztery lata później został radnym miejskim w Tomaszowie Mazowieckim, utrzymując mandat również w 2018.
Odznaczony Srebrnym (2005) i Złotym (2009) Krzyżem Zasługi.